# Gesneria acaulis
Gesneria acaulis là một loài thực vật có hoa trong họ Tai voi. Loài này được L. mô tả khoa học đầu tiên năm 1759.